# Sansoen Phra Barami
Sansoen Phra Barami (in thailandese สรรเสริญพระบารมี, lett. "Lode a Sua Maestà"), è l'inno reale del Regno di Thailandia, già inno nazionale del Paese fino al 1932, quando venne rimpiazzato dal Phleng Chat.
Il testo venne composto dal Principe Narisara Nuwattiwong nel 1913 e venne poi rivisto da re Rama VI. La musica invece risale al 1888 ed è opera del compositore russo Pyotr Shchurovsky.
L'inno reale viene eseguito durante le occasioni statali, così come quando un membro di alto rango della famiglia reale è presente per una funzione. Inoltre, l'inno reale viene suonato prima dell'inizio di ogni film nelle sale cinematografiche, così come prima dell'inizio del primo atto in spettacoli, musical, concerti e molte altre esibizioni dal vivo di musica o teatro in Thailandia. L'inno viene anche riprodotto all'inizio ed alla fine della programmazione televisiva e radiofonica; ad esempio Channel 7 trasmette un video dell'inno con immagini del re Rama IX dalla sua nascita ai giorni nostri.

## Testo

### Testo in thai
ข้าวรพุทธเจ้า

เอามโนและศิระกราน

นบพระภูมิบาล บุญดิเรก

เอกบรมจักริน

พระสยามินทร์

พระยศยิ่งยง

เย็นศิระเพราะพระบริบาล

ผลพระคุณ ธ รักษา

ปวงประชาเป็นสุขศานต์

ขอบันดาล

ธ ประสงค์ใด

จงสฤษดิ์ดัง

หวังวรหฤทัย

ดุจถวายชัย ชโย

### Transitterazione RTGS
Kha Wora Phuttha Chao

Ao Mano Lae Sira Kran

Nop Phra Phummi Ban Bunya Direk

Ek Boromma Chakkrin

Phra Sayamin

Phra Yotsa Ying Yong

Yen Sira Phro Phra Bori Ban

Phon Phra Khun Tha Raksa

Puang Pracha Pen Sukkha San

Kho Bandan

Tha Prasong Dai

Chong Sarit Dang

Wang Wora Haruethai

Ducha Thawai Chai Chayo

### Traduzione in italiano
Noi, servitori della Sua grande Maestà,

prostiamo i nostri cuori e le nostre menti

per rispettare il sovrano, i cui meriti sono illimitati,

il nostro glorioso sovrano,

il più grande del Siam,

con onore grande e duraturo,

(noi siamo) sicuri e pacifici grazie al tuo governo reale,

il risultato della protezione reale

(è) la gente nella felicità e nella pace,

che sia così,

qualunque cosa tu voglia,

sia fatto

secondo le speranze del tuo grande cuore

come desideriamo (te) vittoria, Urrà!